# Congresso Generale del Popolo (Yemen)
Il Congresso generale del Popolo (in arabo  المؤتمر الشعبي العام‎?, al-Muʾtamar al-Shaʿbī al-ʿĀmm, abbreviato GPC) è un partito politico in Yemen.
È stato fondato il 24 agosto 1982 nello Yemen del Nord a Sana'a dall'allora presidente yemenita 'Ali 'Abd Allah Saleh. Il partito è dominato da una linea nazionalista e la sua ideologia ufficiale è il nazionalismo arabo, per il raggiungimento dell'Unità araba.
Il numero dei seggi parlamentari conquistati dal partito tra il 1993 e il 1997 sono stati rispettivamente tra i 123 e i 187, nelle elezioni generali del 27 aprile 1997, due donne hanno vinto due seggi, nelle elezioni legislative del 2003, il partito ha vinto il 58% del voto popolare e tra i 238 e i 301 seggi nell'Assemblea nazionale dei rappresentanti dello yemen.
Nelle elezioni presidenziali del 2012, il partito ha sostenuto il candidato 'Abd Rabbih Mansur Hadi, Saleh ha continuato a guidare il partito fin dalla sua deposizione da presidente nel 2012, rompendo successivamente con lo stesso Hadi.